# Grecia Rojas Ortiz
Grecia Elena Rojas Ortiz es una abogada y política peruana. Ejerció como ministra de la Mujer y Poblaciones Vulnerables en el gobierno de Dina Boluarte, entre diciembre de 2022 y enero de 2023.

## Biografía
Es licenciada en Derecho por la Universidad de San Martín de Porres, tiene especialización en Políticas Públicas y también estudió Estudios en Género por la Pontificia Universidad Católica del Perú.
Tiene una larga experiencia en el diseño y gestión de políticas públicas de género y desarrollo.
Fue directora general de la Dirección General Contra la Violencia de Género y la Dirección General de Igualdad de Género y No Discriminación. Ejerció el cargo de directora general de la Dirección General de los Pueblos Indígenas del Ministerio de Cultura.
Se desempeñó como Comisionada de la Adjuntía para los Derechos de la Mujer de la Defensoría del Pueblo y la Oficina Defensorial de Lima. También  ha sido asesora de alta dirección en entidades públicas, incluso en la Comunidad Andina.

## Labor política
En 2022, fue viceministra de Poblaciones Vulnerables del Ministerio de la Mujer y Poblaciones Vulnerables en el gobierno de Pedro Castillo, ostentando el mismo cargo en 2021, durante el Gobierno de Francisco Sagasti.

### Ministra de la Mujer
El 10 de diciembre del 2022, fue designada por la presidenta Dina Boluarte como ministra de la Mujer en el gabinete ministerial presidido por Pedro Angulo Arana y actualmente por Alberto Otárola.
Estuvo en el cargo hasta que presentó su carta de renuncia en enero del 2023 tras las muertes en las manifestaciones contra el gobierno de Boluarte y fue reemplazada por Nancy Tolentino.